# Karamea (geslacht)
Karamea is een geslacht van hooiwagens uit de familie Triaenonychidae.
De wetenschappelijke naam Karamea is voor het eerst geldig gepubliceerd door Forster in 1954. 

## Soorten
Karamea omvat de volgende 4 soorten:
- Karamea lobata
- Karamea trailli
- Karamea tricerata
- Karamea tuthilli